# Соррентино, Паоло
Па́оло Сорренти́но (итал. Paolo Sorrentino, род. 31 мая 1970[…], Неаполь) — итальянский кинорежиссёр и сценарист. Постоянный участник Каннского кинофестиваля. Его работы дважды отмечались премией Европейской киноакадемии в категории «Лучший европейский фильм года».

## Биография
Первого успеха Соррентино достиг как сценарист, получив в 1997 году премию имени Солинаса за сценарий Dragoncelli di fuoco. В полном метре дебютировал картиной «Лишний человек» в 2001 году. Фильм участвовал в конкурсе Венецианского кинофестиваля и снискал международное признание, а его создатель удостоился приза итальянских кинокритиков «Серебряная лента» как лучший режиссёр-дебютант. Через три года с мелодраматической лентой «Последствия любви» (2004), снятой по собственному сценарию, Соррентино представлял Италию уже в основном конкурсе Каннского кинофестиваля. На родине «Последствия любви» были отмечены пятью национальными кинонаградами «Давид ди Донателло», в том числе в категориях «Лучший фильм», «Лучшая режиссура» и «Лучший сценарий». В 2006 году Соррентино появился во второстепенной роли в картине своего соотечественника Нанни Моретти «Кайман» (Il caimano) и поставил по своему сценарию драматический фильм «Друг семьи», с которым вновь участвовал в главном конкурсе Канн. Первую каннскую награду — приз жюри — режиссёр сумел завоевать со своим чётвертым фильмом «Изумительный» (2008), в основу которого легла биография итальянского политика Джулио Андреотти. Председателем фестивального жюри был американский актёр Шон Пенн. Его Соррентино пригласил в свою следующую и первую англоязычную картину в карьере «Где бы ты ни был» (2011) — драму о рок-музыканте, настигнутом прошлым своего отца. Фильм традиционно был отобран в основную программу Каннского киносмотра. Следующая лента режиссёра — воспевающая Рим «Великая красота» (2013) — своеобразный парафраз феллиниевской «Сладкой жизни» (La dolce vita, 1960), участвовала в конкурсе Каннского фестиваля, была удостоена четырёх призов Европейской киноакадемии, в том числе за лучший фильм года, была отмечена «Оскаром», «Золотым глобусом» и BAFTA в категории «Лучший фильм на иностранном языке». В 2015 году в основном конкурсе 68-го Каннского кинофестиваля Соррентино представил свою вторую англоязычную работу «Молодость» — историю пожилого композитора-дирижёра и его сверстника-кинопостановщика, отдыхающих на альпийском курорте. По итогам года Европейская киноакадемия признала «Молодость» лучшим европейским фильмом, а её создателя — лучшим европейским режиссёром.
21 октября 2016 года на канале Sky Atlantic в Италии и Германии вышел пилот сериала «Молодой папа», рассказывающего о жизни 47-летнего американского кардинала Ленни Белардо, ставшего одним из самых молодых в истории Папой римским (Белардо был наречён Пием XIII). Роль Папы исполнил английский актёр Джуд Лоу. Сериал получил большое количество восторженных отзывов, как от зрителей, так и от критиков. Первый сезон состоял из десяти серий, каждая из которых была поставлена Соррентино.
В 2018 году режиссёр снял фильм Loro, рассказывающий о жизненном пути Сильвио Берлускони от медиамагната до премьер-министра. Как и предполагалось, фильм не содержит острой критики скандально известного итальянского политика. Главную роль в Loro исполнил Тони Сервилло, один из любимых актёров Соррентино.
В январе 2020 года начался показ телевизионного сериала «Новый папа» (продолжение сериала «Молодой папа»), с Джудом Лоу и Джоном Малковичем в главных ролях.
В 2021 году состоялась премьера картины «Рука Бога», отмеченной Премией Большого жюри и Премией Марчелло Мастроянни на Венецианском кинофестивале, а также номинацией на Оскар в категории Лучший фильм на иностранном языке.
Летом 2023 года появилась информация о работе над новой картиной, в которой будут заняты Гэри Олдмен, Луиза Раньери, Сильвио Орландо и другие актёры.

## Критика
По мнению критиков, один из самых талантливых кинематографистов страны, заявивших о себе в XXI веке.

## Фильмография
- 2001 — Лишний человек (итал. L’uomo in più)
- 2004 — Последствия любви (итал. Le conseguenze dell’amore)
- 2006 — Друг семьи (итал. L’amico di famiglia)
- 2008 — Изумительный (итал. Il divo)
- 2011 — Где бы ты ни был (англ. This Must Be the Place)
- 2013 — Великая красота (итал. La grande bellezza)
- 2015 — Молодость (итал. La giovinezza, англ. Youth)
- 2016 — Молодой Папа (англ. The Young Pope) (телевизионный сериал)
- 2018 — Лоро (итал. Loro)[10]
- 2019 — Новый Папа (англ. The New Pope) (телевизионный сериал)
- 2021 — Рука Бога (итал. È stata la mano di Dio)
- 2024 — Партенопа (итал. Partenope)
- 2025 — Благодать (итал. La grazia)

## Награды
- Великий офицер ордена «За заслуги перед Итальянской Республикой» (22 декабря 2017 года)[11]
- Командор ордена «За заслуги перед Итальянской Республикой» (14 марта 2014 года)[12]